# Operculicarya capuronii
Operculicarya capuronii är en sumakväxtart som beskrevs av Randrian. & Lowry. Operculicarya capuronii ingår i släktet Operculicarya och familjen sumakväxter. Inga underarter finns listade i Catalogue of Life.